# (37403) 2001 XV98
2001 XV98 (asteroide 37403) é um asteroide da cintura principal. Possui uma excentricidade de 0.22599900 e uma inclinação de 12.76956º.
Este asteroide foi descoberto no dia 10 de dezembro de 2001 por LINEAR em Socorro.